# Gran Suizo de la FIDE
El Gran Suizo de la FIDE es un torneo de ajedrez del sistema suizo creado en 2019, que forma parte de la clasificación para el Campeonato Mundial de Ajedrez .

## Ediciones y ganadores
| Año  | Edición  | Sede    | Ganador             | Segundo         | Tercero           |
| ---- | -------- | ------- | ------------------- | --------------- | ----------------- |
| 2019 | Abierto  | Santon  | Wang Hao            | Fabiano Caruana | Kirill Alekseenko |
| 2021 | Abierto  | Riga    | Alireza Firouzja    | Fabiano Caruana | Grigoriy Oparin   |
| 2021 | Femenino | Riga    | Lei Tingjie         | Elisabeth Pähtz | Zhu Jiner         |
| 2023 | Abierto  | Douglas | Vidit Gujrathi      | Hikaru Nakamura | Andrey Esipenko   |
| 2023 | Femenino | Douglas | Vaishali Rameshbabu | Anna Muzychuk   | Tan Zhongyi       |